# Т-10
T-10 (індекс ГАБТУ — Об'єкт 730, первинне найменування — ІС-5, в 1952—1953 роках перейменований в ИС-8) — радянський важкий танк. Виготовлявся серійно в 1954—1966 роках.
Перебував на озброєнні Радянської армії протягом 40 років, останній Т-10 був знятий з озброєння вже Російської армії тільки в 1993 році. На експорт Т-10 не постачався і участі в бойових діях не брав (окрім операції «Дунай» у 1968 році у складі 9 важкої танкової дивізії 1 гвардійської танкової армії).

## Історія створення і виробництва
Історія Т-10 почалася в кінці 1948 року, коли Головним Бронетанковим Управлінням було видано технічне завдання на новий перспективний важкий танк, призначений для заміни танків ІС-2 та ІС-3. Досвід проектування та експлуатації ІС-4 та ІС-7 дозволив обмежити бойову масу майбутнього танка до 50 тонн. Роботи по танку були задані постановою уряду СРСР від 18 лютого 1949 року. Головним конструктором призначений Ж. Я. Котін. Техпроект нового танка, що отримав назву ІС-8, був готовий в квітні 1949 року, і вже в тому ж році випущена перша партія з 10 машин. В ході військових випробувань були виявленні численні недоліки, такі, як недостача ресурсу двигуна. Доведення танка продовжувалось до грудня 1952 року, причому через великі обсяги внесених у конструкцію змін танк змінив назву спершу на ІС-9, а потім на ІС-10. Після смерті Сталіна в березні 1953 року, назва танка змінилась на Т-10, що стала остаточною, під яким він і був прийнятий на озброєння 15 грудня 1953 року.
Т-10, що неодноразово модернізувався, виготовлявся серійно з 1954 по 1966 рік. В 1954—1962 роках танк виготовлявся в Челябінську, а в 1957—1966 — в Ленінграді. Точних даних про число випуску Т-10 немає, в різних джерелах називаються чисельність від 2500 до 8000 виготовлених машин. Переважна більшість випущених машин належить до модифікації Т-10М, а в 60-х роках всі танки ранніх модифікацій Т-10, що стояли на озброєнні, були модернізовані до версії Т-10М.

## Опис конструкції

### Броньовий корпус і башта
Корпус танка виконувався із катаних і штампованих броньових плит з допомогою зварювання. Танк володів раціональними кутами нахилу броні, лобова частина корпуса виконувалась за схемою «щучий ніс». Верхня лобова деталь товщиною 120 мм мала кут нахилу в 57° до вертикалі. Борти виконувались із верхніх і нижніх гнутих деталей товщиною 80 мм і мали змінний кут нахилу від 60° до 0° до вертикалі.
Башта Т-10 — лита, з змінною товщиною стінок, максимальна товщина лобової броні башти становила 201 мм при куті нахилу 24° до вертикалі. Передня частина даху башти мала товщину 40 мм і виливалась разом з баштою, тоді як задня частина виготовлялась з броньового листа, що кріпився до башти з допомогою зварювання. Обертання башти здійснювалось з допомогою електричного приводу чи вручну.

## Озброєння
Основним озброєнням Т-10 була 121,92-мм танкова гармата Д-25ТА з довжиною ствола 48 калібрів, що була розвитком гармати Д-25Т, яка встановлювалась на танках ІС-2 та ІС-4, в свою чергу створеної на базі 122-мм гармати 1931/37-х років. Гармата оснащувалась двокамерним дульним гальмом і горизонтальним автоматичним клиновим затвором. Також гармата оснащувалась електромеханічним досилачем снарядів і гільз, що дозволило підвищити швидкострільність до 3-4 пострілів за хвилину на противагу 2-3 на попередніх моделях ИС. Постріл виконувався електромеханічним або ручним спуском. Боєкомплект зброї складався з 30 бронебійних і осколково-фугасних пострілів роздільно-гільзового зарядження, що розміщуються в хомутикових і лоткових укладках на підлозі бойового відділення.
| Боєприпаси танкової гармати Д-25Т                                   |            |                   |                  |                          |
| Тип                                                                 | Позначення | Маса пострілу, кг | Маса снаряду, кг | Початкова швидкість, м/с |
| Бронебійний трасуючий тупоголовий снаряд з балістичним наконечником | БР-471Б    | 45,96             | 25,1             | 795                      |
| Осколково-фугасна граната                                           | ОФ-471     | 47,76             | 27,3             | ?                        |

Бронебійний снаряд Д-25Т пробивав на відстані 1000 м близько 150 мм броні при куті зустрічі 90°.
На танках модифікації Т-10М встановлена нова 121,92-мм гармата М-62-Т2 (2А17) зі значно кращими балістичними характеристиками, початкова швидкість її бронебійного снаряду становила 960 м/с. З 1967 року в боєкомплект М-62-Т2 входили також бронебійно-кумулятивні і бронебійно-підкаліберні снаряди.
Допоміжне озброєння танка складалося з двох 12,7-мм кулеметів ДШКМ, один із яких був здвоєний із гарматою, а другий, зенітний, розміщувався на турелі на даху башти. Боєкомплект кулеметів становив 1000 патронів в стрічках по 50 штук. На танках модифікації Т-10М вони були замінені 14,5-мм кулеметом КПВТ.

### Двигун і трансмісія
Двигун Т-10 — V-подібний 12-циліндровий чотиритактний дизель рідинного охолодження В-12-5 потужністю 700 к.с. Робочий об'єм двигуна 38,8 л.
Трансмісія складалась із коробки передач планетарного типу (8 передач + дві передачі заднього ходу), механізму повороту і двоступінчастих бортових передач.

### Ходова частина
Підвіска котків незалежна, торсіонна. З кожної сторони корпуса розташовувались 7 здвоєних опорних котків з металічними ободами і три котки, що підтримували конструкцію. Тягові колеса — задні, зачеплення гусениць — цівкове. Гусениця сталева дрібноланкова, з кроком трака 160 мм і шириною 720 мм.

## Модифікації

### Серійні зразки

#### Т-10А
- Т-10А

Прийнятий на озброєння 17 травня 1956 року. Модернізований варіант танка Т-10 зі встановленою на ньому гарматою Д-25ТС зі стабілізатором в вертикальній площині ПУОТ-1 «Ураган», зміненим затвором і інжекторним пристроєм продування каналу ствола. Т-10А був оснащений пристроєм нічного бачення механіка-водія ТВН-1 і гідропівкомпасом ГПК-48, а також перископічним прицілом ТПС-1 і телескопічним прицілом ТУП замість ТШ-2-27.
Встановлення нової гармати викликала зміни форми башти і маски зброї.
- Т-10Б

Прийнятий на озброєння в 1957 році варіант Т-10А, що відрізнявся встановленням двоплощинного стабілізатора ПУОТ-2 «Гром» і прицілу Т2С-29-14 замість ТШ-2-27.
- Т-10БК

Створений в 1957 році командирський варіант Т-10Б, на якому за рахунок зменшення боєкомплекту встановлювались допоміжна радіостанція і зарядний агрегат.

#### Т-10М
- Т-10М

Покращений варіант Т-10, прийнятий на озброєння 26 вересня 1957 року, що відрізнявся чисельними конструктивними змінами:
- - Нова 121,92-мм гармата М-62-Т2 з високою балістикою і двоплощинним стабілізатором 2Э12 «Ливень».
  - 14,5-мм кулемет КПВТ замість ДШК, зі зменшенням боєкомплекту до 744 патронів.
  - Зміни конструкції башти з посиленням її бронювання, що досяг 250 мм в лобовій частині.
  - Новий двигун В-12-6 потужністю 750 к.с.
  - Комплект пристроїв нічного бачення для всіх членів екіпажу, крім зарядного.
  - Протиатомний захист.
  - ТДА.

Маса танка після внесення змін зросла до 51,5 тонн, але завдяки потужнішому двигуну та іншим удосконаленням, максимальна швидкість танка по шосе зросла до 50 км/год. Т-10М в ході виробництва постійно модернізувався. З грудня 1962 року на нього встановлювалися простіша і надійна шестиступінчаста коробка передач, в 1963 році танк отримав систему підводного водіння, що дозволяло долати перешкоди глибиною до 5 м, а з 1964 року танк оснащувався автоматичною системою пожежогасіння.
- Т-10МК

Командирський варіант Т-10М, на якому, аналогічно Т-10БК, за рахунок зменшення боєкомплекту до 22 снарядів, встановлювалась допоміжна радіостанція і зарядний агрегат.

## Машини на базі Т-10

### «Об'єкт 268»
Єдина САУ на базі Т-10, побудована в єдиному екземплярі в 1956 році. Нагадувала по компоновці ІСУ-152 самохідна установка була озброєна 152-мм гарматою М-64 в просторій броньовій рубці.

### «Об'єкт 27»
«Об'єкт 27» або ТЕС-3 — транспортабельна електростанція, що являв собою дослідну атомну електростанцію потужністю 1,5 МВт, призначеною для використання на Крайній Півночі. Вся конструкція складалась із чотирьох модулів, що перевозились на подовжених до 10 опорних котків шасі Т-10. ТЕС-3 вступила в дослідну експлуатацію в 1960 році.